# ホワイトロック (アルバム)
『ホワイトロック』（White Rock）は、1977年に発表されたリック・ウェイクマンの6作目のアルバム。1976年2月にインスブルックで開催された第12回冬季オリンピック大会記録映画『ホワイトロック』のオリジナル・サウンドトラックである。

## 概要
前作『神秘への旅路』を発表したあと、ウェイクマンはイングリッシュ・ロック・アンサンブルと共にヨーロッパ・ツアーを行なった。彼はツアーの合間にロンドンに戻って、本作を制作した。
彼は自伝に「必要に応じて幾ばくかの甘いメロディを取り入れた徹底したシンセサイズド・ロック（synthesized rock）で、極めて革新的な内容だったので、好意的に評価された」と記している。

### リマスター盤
2003年9月3日に紙ジャケットの24bitリマスター盤CDが発売された。音質の向上が図られている。なお、リマスター盤は、日本での発売元がユニバーサル・ミュージック株式会社。販売元がビクターエンタテインメント株式会社。

## 収録曲
サイド1
1. ホワイトロック - "White Rock" – 3:10
2. 栄光を求めて (スキー・ジャンプ) - "Searching for Gold" – 4:20
3. 敗者 - "The Loser" – 5:30
4. 標的 (バイアスロン) - "The Shoot" – 3:59

サイド2
1. ラックス-X - "Lax'x" – 4:53
2. ホワイトロックのテーマ - "After the Ball" – 3:03
3. モンテ・ズマの雪辱 - "Montezuma's Revenge" (traditional) – 3:56
4. アイス・ラン - "Ice Run" – 6:11

## パーソネル
ミュージシャン
- リック・ウェイクマン – モーグ・シンセサイザー、スタインウェイ・グランドピアノ、メロトロン、マンダー・パイプオルガン、RMIコンピュータピアノ、マリンバ、RMIロック・シー・コード、ホーナー・クラビネット、フェンダー・ローズ・ピアノ、ハモンドC3オルガン、グランドピアノ
- セント・ポール大聖堂聖歌隊
- トニー・フェルナンデス – ドラム、パーカッション

プロダクション
- リック・ウェイクマン – プロデュース、アレンジ
- ポール・ハーディマン – マスタリング
- リチャード・ルーゼイ – 「After the Ball」および「Montezuma's Revenge」のアシスタント
- ケン・トーマス – テープ・オペレーター

## 引用文献
- Wakeman, Rick (1995). Say Yes!. London: Hodder & Stoughton. ISBN 0340621516